# Giro de Italia 2013
La 96.ª edición del Giro de Italia se celebró entre el 4 y el 26 de mayo de 2013 en principio sobre 3.454,8 km aunque finalmente fueron 3.332,6 debido a nevadas (ver sección Recortes en el recorrido), desde Nápoles hasta Brescia (como ha sido habitual desde 2009 se alternó el final habitual en Milán con el de otras localidades italianas).
La carrera formó parte del UCI WorldTour 2013.
El ganador final fue Vincenzo Nibali (quien se hizo con tres etapas) con amplio margen sobre el resto. Le acompañaron en el podio Rigoberto Urán (vencedor de una etapa) y Cadel Evans.
En las otras clasificacioens secundarias se impusieron Mark Cavendish (puntos y combatividad, al ganar cinco etapas), Stefano Pirazzi (montaña), Carlos Betancur (jóvenes), Rafael Andriato, (metas volantes), Sky (equipos) y Movistar (equipos por puntos).

## Equipos
Tomaron parte en la carrera 23 equipos: los 19 de categoría UCI ProTeam (al ser obligada su participación); más 4 de categoría Profesional Continental mediante invitación de la organización (Androni Giocattoli-Venezuela, Bardiani Valvole-CSF Inox, Colombia y Vini Fantini-Selle Italia). Formando así un pelotón de 207 ciclistas, de 8 ciclistas por equipo, de los que acabaron 168. Excepcionalmente se sobrepasó el límite de 200 corredores para carreras profesionales debido a la inclusión del Katusha como equipo UCI ProTeam cuando ya estaban las invitaciones adjudicadas. Los equipos participantes fueron:
| ProTeams (19)- AG2R La Mondiale - Argos-Shimano - Astana - Blanco - BMC Racing Team - Cannondale Pro Cycling - Euskaltel-Euskadi - FDJ - Garmin Sharp - Katusha - Lampre-Merida - Lotto-Belisol - Movistar Team - Omega Pharma-Quick Step - Orica-GreenEDGE - RadioShack-Leopard - Saxo-Tinkoff - Sky - Vacansoleil-DCM Equipos continentales profesionales (4)- Androni Giocattoli-Venezuela - Bardiani Valvole-CSF Inox - Colombia - Vini Fantini-Selle Italia |
| |

Cheng Ji (Argos-Shimano) fue el primer chino en disputar el Giro abandonando en al 5.ª etapa.

## Etapas
| Etapa      | Fecha     | Recorrido                               | type                     | Distancia (km) | Ganador                            | Líder            |
| ---------- | --------- | --------------------------------------- | ------------------------ | -------------- | ---------------------------------- | ---------------- |
| 1.ª etapa  | 4 de may  | Nápoles – Nápoles                       | etapa llana              | 130            | Mark Cavendish                     | Mark Cavendish   |
| 2.ª etapa  | 5 de may  | Isquia – Forio                          | contrarreloj por equipos | 17,4           | Sky                                | Salvatore Puccio |
| 3.ª etapa  | 6 de may  | Sorrento – Ascea                        | etapa escarpada          | 222            | Luca Paolini                       | Luca Paolini     |
| 4.ª etapa  | 7 de may  | Policastro Bussentino – Serra San Bruno | etapa escarpada          | 246            | Enrico Battaglin                   | Luca Paolini     |
| 5.ª etapa  | 8 de may  | Cosenza – Matera                        | etapa llana              | 203            | John Degenkolb                     | Luca Paolini     |
| 6.ª etapa  | 9 de may  | Mola di Bari – Margherita di Savoia     | etapa llana              | 169            | Mark Cavendish                     | Luca Paolini     |
| 7.ª etapa  | 10 de may | San Salvo – Pescara                     | etapa escarpada          | 177            | Adam Hansen                        | Beñat Intxausti  |
| 8.ª etapa  | 11 de may | Gabicce Mare – Saltara                  | contrarreloj individual  | 54,8           | Alex Dowsett                       | Vincenzo Nibali  |
| 9.ª etapa  | 12 de may | Sansepolcro – Florencia                 | etapa escarpada          | 170            | Maksim Belkov                      | Vincenzo Nibali  |
|            | 13 de may | Día de descanso                         | Día de descanso          |                |                                    |                  |
| 10.ª etapa | 14 de may | Cordenons – Jôf di Montasio             | etapa de montaña         | 167            | Rigoberto Urán                     | Vincenzo Nibali  |
| 11.ª etapa | 15 de may | Cave del Predil – Erto e Casso          | etapa escarpada          | 182            | Ramūnas Navardauskas               | Vincenzo Nibali  |
| 12.ª etapa | 16 de may | Longarone – Treviso                     | etapa llana              | 134            | Mark Cavendish                     | Vincenzo Nibali  |
| 13.ª etapa | 17 de may | Busseto – Cherasco                      | etapa llana              | 254            | Mark Cavendish                     | Vincenzo Nibali  |
| 14.ª etapa | 18 de may | Cervere – Bardonecchia                  | etapa de montaña         | 168            | Mauro Santambrogio Vincenzo Nibali | Vincenzo Nibali  |
| 15.ª etapa | 19 de may | Cesana Torinese – Col du Galibier       | etapa de montaña         | 145            | Giovanni Visconti                  | Vincenzo Nibali  |
|            | 20 de may | Día de descanso                         | Día de descanso          |                |                                    |                  |
| 16.ª etapa | 21 de may | Valloire – Ivrea                        | etapa escarpada          | 238            | Beñat Intxausti                    | Vincenzo Nibali  |
| 17.ª etapa | 22 de may | Caravaggio – Vicenza                    | etapa llana              | 214            | Giovanni Visconti                  | Vincenzo Nibali  |
| 18.ª etapa | 23 de may | Mori – Brentonico                       | cronoescalada            | 21             | Vincenzo Nibali                    | Vincenzo Nibali  |
| 19.ª etapa | 24 de may | Ponte di Legno – Martell                | etapa de montaña         | 139            | etapa cancelada                    | Vincenzo Nibali  |
| 20.ª etapa | 25 de may | Silandro – Tres Cimas de Lavaredo       | etapa de montaña         | 210            | Vincenzo Nibali                    | Vincenzo Nibali  |
| 21.ª etapa | 26 de may | Riese Pio X – Brescia                   | etapa llana              | 207            | Mark Cavendish                     | Vincenzo Nibali  |

## Clasificaciones finales

### Clasificación general(Maglia Rosa)
| \| Clasificación general \| Clasificación general \| Clasificación general \| Clasificación general \| Clasificación general \| \| Ciclista \| Ciclista \| Equipo \| Tiempo \| \| \| --------------------- \| --------------------- \| ---------------------------- \| --------------------- \| --------------------- \| \| 1.º \| Vincenzo Nibali \| Astana \| 84 h 53 min 28 s \| \| \| 2.º \| Rigoberto Urán \| Team Sky \| + 2 h 52 min 00 s \| \| \| 3.º \| Cadel Evans \| BMC Racing Team \| + 5 min 52 s \| \| \| 4.º \| Michele Scarponi \| Lampre-Merida \| + 6 min 48 s \| \| \| 5.º \| Carlos Betancur \| AG2R La Mondiale \| + 7 min 28 s \| \| \| 6.º \| Przemysław Niemiec \| Lampre-Merida \| + 7 min 43 s \| \| \| 7.º \| Rafał Majka \| Saxo-Tinkoff \| + 8 min 09 s \| \| \| 8.º \| Beñat Intxausti \| Movistar Team \| + 10 min 26 s \| \| \| 9.º \| Mauro Santambrogio \| Vini Fantini-Selle Italia \| DES \| \| \| 10.º \| Domenico Pozzovivo \| AG2R La Mondiale \| + 10 min 59 s \| \| \| 11.º \| Franco Pellizotti \| Androni Giocattoli-Venezuela \| + 11 min 35 s \| \| \| 12.º \| Samuel Sánchez \| Euskaltel Euskadi \| + 12 min 13 s \| \| \| 13.º \| Yuri Trofímov \| Katusha \| + 12 min 55 s \| \| \| 14.º \| Tanel Kangert \| Astana \| + 12 min 57 s \| \| \| 15.º \| Robert Kiserlovski \| RadioShack-Leopard \| + 14 min 27 s \| \| \| 16.º \| Sergio Luis Henao \| Team Sky \| + 18 min 19 s \| \| \| 17.º \| Wilco Kelderman \| Blanco \| + 20 min 18 s \| \| \| 18.º \| Darwin Atapuma \| Colombia \| + 28 min 56 s \| \| \| 19.º \| Damiano Caruso \| Cannondale \| + 30 min 56 s \| \| \| 20.º \| Francis Mourey \| FDJ \| + 32 min 22 s \| \| |                    |                              |                   |
| |                    |                              |                   |
| Fuente: ProCyclingStats |                    |                              |                   |
| Clasificación general |                    |                              |                   |
| Ciclista | Ciclista           | Equipo                       | Tiempo            |
| 1.º | Vincenzo Nibali    | Astana                       | 84 h 53 min 28 s  |
| 2.º | Rigoberto Urán     | Team Sky                     | + 2 h 52 min 00 s |
| 3.º | Cadel Evans        | BMC Racing Team              | + 5 min 52 s      |
| 4.º | Michele Scarponi   | Lampre-Merida                | + 6 min 48 s      |
| 5.º | Carlos Betancur    | AG2R La Mondiale             | + 7 min 28 s      |
| 6.º | Przemysław Niemiec | Lampre-Merida                | + 7 min 43 s      |
| 7.º | Rafał Majka        | Saxo-Tinkoff                 | + 8 min 09 s      |
| 8.º | Beñat Intxausti    | Movistar Team                | + 10 min 26 s     |
| 9.º | Mauro Santambrogio | Vini Fantini-Selle Italia    | DES               |
| 10.º | Domenico Pozzovivo | AG2R La Mondiale             | + 10 min 59 s     |
| 11.º | Franco Pellizotti  | Androni Giocattoli-Venezuela | + 11 min 35 s     |
| 12.º | Samuel Sánchez     | Euskaltel Euskadi            | + 12 min 13 s     |
| 13.º | Yuri Trofímov      | Katusha                      | + 12 min 55 s     |
| 14.º | Tanel Kangert      | Astana                       | + 12 min 57 s     |
| 15.º | Robert Kiserlovski | RadioShack-Leopard           | + 14 min 27 s     |
| 16.º | Sergio Luis Henao  | Team Sky                     | + 18 min 19 s     |
| 17.º | Wilco Kelderman    | Blanco                       | + 20 min 18 s     |
| 18.º | Darwin Atapuma     | Colombia                     | + 28 min 56 s     |
| 19.º | Damiano Caruso     | Cannondale                   | + 30 min 56 s     |
| 20.º | Francis Mourey     | FDJ                          | + 32 min 22 s     |

### Clasificación por puntos(Maglia rosso passione)
| Clasificación por puntos | Clasificación por puntos | Clasificación por puntos  | Clasificación por puntos | Clasificación por puntos |
| Ciclista                 | Ciclista                 | Equipo                    | Puntos                   |                          |
| ------------------------ | ------------------------ | ------------------------- | ------------------------ | ------------------------ |
| 1.º                      | Mark Cavendish           | Omega Pharma-Quick Step   | 158 pts                  |                          |
| 2.º                      | Vincenzo Nibali          | Astana                    | 128 pts                  |                          |
| 3.º                      | Cadel Evans              | BMC Racing Team           | 111 pts                  |                          |
| 4.º                      | Carlos Betancur          | AG2R La Mondiale          | 108 pts                  |                          |
| 5.º                      | Giovanni Visconti        | Movistar Team             | 105 pts                  |                          |
| 6.º                      | Rigoberto Urán           | Team Sky                  | 102 pts                  |                          |
| 7.º                      | Mauro Santambrogio       | Vini Fantini-Selle Italia | DES                      |                          |
| 8.º                      | Giacomo Nizzolo          | RadioShack-Leopard        | 88 pts                   |                          |
| 9.º                      | Ramūnas Navardauskas     | Garmin-Sharp              | 75 pts                   |                          |
| 10.º                     | Rafał Majka              | Saxo-Tinkoff              | 65 pts                   |                          |

### Clasificación de la montaña(Maglia Azzurra)
| Clasificación de la montaña | Clasificación de la montaña | Clasificación de la montaña  | Clasificación de la montaña | Clasificación de la montaña |
| Ciclista                    | Ciclista                    | Equipo                       | Puntos                      |                             |
| --------------------------- | --------------------------- | ---------------------------- | --------------------------- | --------------------------- |
| 1.º                         | Stefano Pirazzi             | Bardiani Valvole-CSF Inox    | 82 pts                      |                             |
| 2.º                         | Vincenzo Nibali             | Astana                       | 45 pts                      |                             |
| 3.º                         | Giovanni Visconti           | Movistar Team                | 45 pts                      |                             |
| 4.º                         | Jackson Rodríguez           | Androni Giocattoli-Venezuela | 41 pts                      |                             |
| 5.º                         | Carlos Betancur             | AG2R La Mondiale             | 37 pts                      |                             |
| 6.º                         | Robinson Chalapud           | Colombia                     | 31 pts                      |                             |
| 7.º                         | Rigoberto Urán              | Team Sky                     | 26 pts                      |                             |
| 8.º                         | Mauro Santambrogio          | Vini Fantini-Selle Italia    | DES                         |                             |
| 9.º                         | Fabio Duarte                | Colombia                     | 18 pts                      |                             |
| 10.º                        | Pieter Weening              | Orica-GreenEDGE              | 17 pts                      |                             |

### Clasificación de los jóvenes(Maglia Bianca)
| Clasificación del mejor joven | Clasificación del mejor joven | Clasificación del mejor joven | Clasificación del mejor joven | Clasificación del mejor joven |
| Ciclista                      | Ciclista                      | Equipo                        | Tiempo                        |                               |
| ----------------------------- | ----------------------------- | ----------------------------- | ----------------------------- | ----------------------------- |
| 1.º                           | Carlos Betancur               | AG2R La Mondiale              | 85 h 00 min 56 s              |                               |
| 2.º                           | Rafał Majka                   | Saxo-Tinkoff                  | + 41 s                        |                               |
| 3.º                           | Wilco Kelderman               | Blanco                        | + 12 min 50 s                 |                               |
| 4.º                           | Darwin Atapuma                | Colombia                      | + 21 min 28 s                 |                               |
| 5.º                           | Diego Rosa                    | Androni Giocattoli-Venezuela  | + 32 min 55 s                 |                               |
| 6.º                           | Fabio Aru                     | Astana                        | + 1 h 17 min 25 s             |                               |
| 7.º                           | Fabio Felline                 | Androni Giocattoli-Venezuela  | + 1 h 23 min 31 s             |                               |
| 8.º                           | Jarlinson Pantano             | Colombia                      | + 1 h 28 min 09 s             |                               |
| 9.º                           | Thomas Damuseau               | Argos-Shimano                 | + 1 h 35 min 26 s             |                               |
| 10.º                          | Francesco Manuel Bongiorno    | Bardiani Valvole-CSF Inox     | + 2 h 04 min 36 s             |                               |

### Clasificación de las metas volantes(Premio traguardi volanti)
| Clasificación de las metas volantes | Clasificación de las metas volantes | Clasificación de las metas volantes | Clasificación de las metas volantes | Clasificación de las metas volantes |
| Ciclista                            | Ciclista                            | Equipo                              | Puntos                              |                                     |
| ----------------------------------- | ----------------------------------- | ----------------------------------- | ----------------------------------- | ----------------------------------- |
| 1.º                                 | Rafael Andriato                     | Vini Fantini-Selle Italia           | 23 pts                              |                                     |
| 2.º                                 | Giovanni Visconti                   | Movistar Team                       | 21 pts                              |                                     |
| 3.º                                 | Cameron Wurf                        | Cannondale                          | 20 pts                              |                                     |
| 4.º                                 | Mark Cavendish                      | Omega Pharma-Quick Step             | 20 pts                              |                                     |
| 5.º                                 | Adam Hansen                         | Lotto-Belisol                       | 16 pts                              |                                     |

### Clasificación por equipos por tiempos(Trofeo fast team)
| Clasificación por equipos | Clasificación por equipos | Clasificación por equipos | Clasificación por equipos |
| Equipo                    | Equipo                    | Tiempo                    |                           |
| ------------------------- | ------------------------- | ------------------------- | ------------------------- |
| 1.º                       | Sky                       | 254 h 34 min 25 s         |                           |
| 2.º                       | Astana                    | + 4 min 29 s              |                           |
| 3.º                       | Movistar Team             | + 7 min 27 s              |                           |
| 4.º                       | Lampre-Merida             | + 10 min 35 s             |                           |
| 5.º                       | Blanco                    | + 15 min 58 s             |                           |

### Otras clasificaciones

#### Clasificación por equipos por puntos(Trofeo super team)
Puntos para los equipos con más ciclistas en el top-20 en cada etapa.
| Clasificación por equipos | Clasificación por equipos | Clasificación por equipos | Clasificación por equipos |
| Equipo                    | Equipo                    | Puntos                    |                           |
| ------------------------- | ------------------------- | ------------------------- | ------------------------- |
| 1.º                       | Movistar Team             | 281 pts                   |                           |
| 2.º                       | Sky                       | 276 pts                   |                           |
| 3.º                       | AG2R La Mondiale          | 273 pts                   |                           |

#### Combatividad
Puntos por ser primero en sprints intermedios, puertos de montaña o finales de etapa.
| Pos. | Ciclista          | Equipo                  | Puntos |
| ---- | ----------------- | ----------------------- | ------ |
| 1    | Mark Cavendish    | Omega Pharma-Quick Step | 49     |
| 2    | Giovanni Visconti | Movistar                | 47     |
| 3    | Vincenzo Nibali   | Astana                  | 40     |

#### Azzurri d'Italia
3, 2 y 1 punto a los 3 primeros clasificados de cada etapa.
| Pos. | Ciclista          | Equipo                  | Puntos |
| ---- | ----------------- | ----------------------- | ------ |
| 1    | Mark Cavendish    | Omega Pharma-Quick Step | 20     |
| 2    | Vincenzo Nibali   | Astana                  | 11     |
| 3    | Giovanni Visconti | Movistar                | 9      |

#### Premio fuga pinarello
1 km escapado en cabeza de carrera (siempre que no sea un grupo superior a 10 corredores) = 1 punto.
| Pos. | Ciclista        | Equipo                       | Puntos |
| ---- | --------------- | ---------------------------- | ------ |
| 1    | Rafael Andriato | Vini Fantini                 | 365    |
| 2    | Giairo Ermeti   | Androni Giocattoli-Venezuela | 348    |
| 3    | Adam Hansen     | Lotto Belisol                | 309    |

#### Premio al juego limpio - Premio al fair-play
Se acumulan puntos por diferentes infracciones (llamadas de atención: 0,5p.; multas: 1 p. por cada 10 francos suizos; penalizaciones en tiempo: 2 p. por cada 2 segundos; desclasificación: 100 p.; expulsión de la carrera o sancionado con un retraso en el puesto de la etapa: 1.000; dopaje: 2.000 p.).
| Pos. | Equipo       | Puntos |
| ---- | ------------ | ------ |
| 1    | Cannondale   | 0      |
| 2    | BMC Racing   | 20     |
| 3    | Garmin-Sharp | 25     |

## Evolución de las clasificaciones
| Etapa                   |                          | Ganador _                          | Clasificación general | Puntos          | Montaña           | Metas volantes _ | Jóvenes          | Equipo _        |
| ----------------------- | ------------------------ | ---------------------------------- | --------------------- | --------------- | ----------------- | ---------------- | ---------------- | --------------- |
| 1.ª etapa               | etapa llana              | Mark Cavendish                     | Mark Cavendish        | Mark Cavendish  | Giovanni Visconti | Cameron Wurf     | Elia Viviani     | Orica-GreenEDGE |
| 2.ª etapa               | contrarreloj por equipos | Sky                                | Salvatore Puccio      | Mark Cavendish  | Giovanni Visconti | Cameron Wurf     | Salvatore Puccio | Sky             |
| 3.ª etapa               | etapa escarpada          | Luca Paolini                       | Luca Paolini          | Luca Paolini    | Willem Wauters    | Cameron Wurf     | Fabio Aru        | Katusha         |
| 4.ª etapa               | etapa escarpada          | Enrico Battaglin                   | Luca Paolini          | Luca Paolini    | Giovanni Visconti | Marco Marcato    | Fabio Aru        | Katusha         |
| 5.ª etapa               | etapa llana              | John Degenkolb                     | Luca Paolini          | Luca Paolini    | Giovanni Visconti | Rafael Andriato  | Fabio Aru        | Katusha         |
| 6.ª etapa               | etapa llana              | Mark Cavendish                     | Luca Paolini          | Mark Cavendish  | Giovanni Visconti | Cameron Wurf     | Fabio Aru        | Katusha         |
| 7.ª etapa               | etapa escarpada          | Adam Hansen                        | Beñat Intxausti       | Mark Cavendish  | Giovanni Visconti | Cameron Wurf     | Rafał Majka      | Katusha         |
| 8.ª etapa               | contrarreloj individual  | Alex Dowsett                       | Vincenzo Nibali       | Mark Cavendish  | Giovanni Visconti | Cameron Wurf     | Wilco Kelderman  | Astana          |
| 9.ª etapa               | etapa escarpada          | Maksim Belkov                      | Vincenzo Nibali       | Cadel Evans     | Stefano Pirazzi   | Cameron Wurf     | Wilco Kelderman  | Blanco          |
| 10.ª etapa              | etapa de montaña         | Rigoberto Urán                     | Vincenzo Nibali       | Cadel Evans     | Stefano Pirazzi   | Cameron Wurf     | Rafał Majka      | Sky             |
| 11.ª etapa              | etapa escarpada          | Ramūnas Navardauskas               | Vincenzo Nibali       | Cadel Evans     | Stefano Pirazzi   | Cameron Wurf     | Rafał Majka      | Sky             |
| 12.ª etapa              | etapa llana              | Mark Cavendish                     | Vincenzo Nibali       | Mark Cavendish  | Stefano Pirazzi   | Maksim Belkov    | Rafał Majka      | Sky             |
| 13.ª etapa              | etapa llana              | Mark Cavendish                     | Vincenzo Nibali       | Mark Cavendish  | Stefano Pirazzi   | Rafael Andriato  | Rafał Majka      | Sky             |
| 14.ª etapa              | etapa de montaña         | Mauro Santambrogio Vincenzo Nibali | Vincenzo Nibali       | Mark Cavendish  | Stefano Pirazzi   | Rafael Andriato  | Rafał Majka      | Sky             |
| 15.ª etapa              | etapa de montaña         | Giovanni Visconti                  | Vincenzo Nibali       | Mark Cavendish  | Stefano Pirazzi   | Rafael Andriato  | Carlos Betancur  | Sky             |
| 16.ª etapa              | etapa escarpada          | Beñat Intxausti                    | Vincenzo Nibali       | Mark Cavendish  | Stefano Pirazzi   | Rafael Andriato  | Carlos Betancur  | Sky             |
| 17.ª etapa              | etapa llana              | Giovanni Visconti                  | Vincenzo Nibali       | Mark Cavendish  | Stefano Pirazzi   | Maksim Belkov    | Carlos Betancur  | Sky             |
| 18.ª etapa              | cronoescalada            | Vincenzo Nibali                    | Vincenzo Nibali       | Mark Cavendish  | Stefano Pirazzi   | Rafael Andriato  | Rafał Majka      | Sky             |
| 19.ª etapa              | etapa de montaña         | etapa cancelada                    | Vincenzo Nibali       | Mark Cavendish  | Stefano Pirazzi   | Rafael Andriato  | Rafał Majka      | Sky             |
| 20.ª etapa              | etapa de montaña         | Vincenzo Nibali                    | Vincenzo Nibali       | Vincenzo Nibali | Stefano Pirazzi   | Rafael Andriato  | Carlos Betancur  | Sky             |
| 21.ª etapa              | etapa llana              | Mark Cavendish                     | Vincenzo Nibali       | Mark Cavendish  | Stefano Pirazzi   | Rafael Andriato  | Carlos Betancur  | Sky             |
| Clasificaciones finales | Clasificaciones finales  |                                    | Vincenzo Nibali       | Mark Cavendish  | Stefano Pirazzi   | Rafael Andriato  | Carlos Betancur  | Sky             |

## Recortes en el recorrido
El frío y la lluvia fueron los inesperados protagonistas de la carrera, apareciendo en numerosas etapas a lo largo de las dos primeras semanas. El 18 de mayo, en la 14.ª etapa no se ascendió a Sestriere como estaba previsto. La lluvia, la nieve y la poca visibilidad llevaron a la organización a cambiar el recorrido realizando 14 km más. Igualmente se mantuvo la meta en Bardonecchia. Durante esa jornada también se pensó en recortar casi 100 kilómetros de la siguiente etapa, una de las más importantes, eliminando por tanto la esperada subida al Galibier. Al final, gracias a los esfuerzos por limpiar la carretera y eliminar la nieve, se decidió correr la 15.ª etapa íntegra, eliminando solo los últimos 4,2 km finales, acabando así la carrera en el monumento a Marco Pantani, al que se le hacía un homenaje.
Ya en la última semana, la 19.ª etapa fue suspendida por "condiciones climaticas adversas y la presencia de nieve en la mayor parte del recorrido". La etapa, con final en Val Martello, había sido previamente modificada por las nevadas, eliminando los duros Paso Gavia y el Paso Stelvio, nunca antes subidos los dos en una etapa. La 20.ª etapa también sufrió cambios en el recorrido por el mismo motivo y de los 5 puertos programados para ascender en esa jornada, solo se subieron dos, el Passo Tre Croci y el final en las Tres Cimas de Lavaredo quedándose esta última como Cima Coppi (cima más alta de la prueba) con 2.304 metros.

## Dopaje

### Sylvain Georges
Esto provocó que su equipo, el UCI ProTeam Ag2r La Mondiale se autoexcluyese del Critérium del Dauphiné 2013 debido a que tuvo 2 casos de dopaje en los últimos doce meses, cumpliendo así con las normas del MPCC (Movimiento por un ciclismo creíble).

### Dopaje en el Vini Fantini

#### Danilo Di Luca
El viernes 24 de mayo se dio a luz el positivo por EPO del italiano Danilo Di Luca. El control se había realizado antes del Giro de Italia, el 29 de abril y fuera de competición, un día después de haber corrido el Giro de Toscana.

#### Mauro Santambrogio
El ciclista dio positivo en la primera etapa por EPO.

## Retransmisiones televisivas

### En España
Al igual que otros años, Eurosport España tiene los derechos de la ronda italiana para todo el territorio nacional, en emisión codificada. Algunas cadenas regionales están emitiendo en abierto el Giro para sus regiones:
- ETB 1, para País Vasco y Navarra.
- tvG2, para Galicia y la comarca de El Bierzo.
- TPA, para Asturias.
- Esport3, para Cataluña.

El resto del país, que representa más de las 2/3 partes de la población total de España (unos 33 millones de personas) no está teniendo la posibilidad de seguir el Giro en abierto, tal y como ya ha ocurrido en numerosas ocasiones en la última década. Desde el año 2000 (incluido), solo tres ediciones se han visto completas en abierto en todo el país.

### En América del Sur
La retransmisión de la carrera para América del Sur estará a cargo de la cadena ESPN, en directo a través de su señal ESPN 3 y resúmenes diarios a través de ESPN Latinoamérica.

### En México y Centroámerica
La retransmisión para México y países centroamericanos (Guatemala, Honduras El Salvador, Nicaragua, Costa Rica y Panamá) será a través de Televisa Deportes Network.

## UCI World Tour
La presente edición del Giro de Italia otorgó puntos para la clasificación del UCI WorldTour 2013, solamente a los corredores de equipos ProTour.
| Posición              | 1°  | 2°  | 3°  | 4° | 5° | 6° | 7° | 8° | 9° | 10° | 11° | 12° | 13° | 14° | 15° | 16° | 17° | 18° | 19° | 20° |
| Clasificación General | 170 | 130 | 100 | 90 | 80 | 70 | 60 | 52 | 44 | 38  | 32  | 26  | 22  | 18  | 14  | 10  | 8   | 6   | 4   | 2   |
| Por etapa             | 16  | 8   | 4   | 2  | 1  |    |    |    |    |     |     |     |     |     |     |     |     |     |     |     |

Vincenzo Nibali ascendió al segundo lugar de la clasificación, detrás de Fabian Cancellara quien se mantiene como líder. Carlos Betancur asciende al cuarto lugar, mientras que Michele Scarponi entra en el Top 10. Tanto Rigoberto Urán como Cadel Evans suman sus primeros puntos en el año. Nibali permite igualmente a su equipo Astana ascender al 6° puesto de la clasificación por equipos, dominada todavía por el Sky. Se destaca también los colombianos, que asumen el liderato de la clasificación por países, que se traudce en el regreso definitivo de Colombia a la élite mundial.
| P. | Corredor           | Equipo                  | Puntos |
| -- | ------------------ | ----------------------- | ------ |
| 1  | Vincenzo Nibali    | Astana                  | 216    |
| 2  | Rigoberto Urán     | Sky                     | 153    |
| 3  | Cadel Evans        | BMC Racing              | 111    |
| 4  | Carlos Betancur    | AG2R La Mondiale        | 110    |
| 5  | Michele Scarponi   | Lampre-Merida           | 92     |
| 6  | Mark Cavendish     | Omega Pharma-Quick Step | 80     |
| 7  | Przemysław Niemiec | Lampre-Merida           | 78     |
| 8  | Beñat Intxausti    | Movistar                | 68     |
| 9  | Rafał Majka        | Saxo-Tinkoff            | 63     |
| 10 | Domenico Pozzovivo | AG2R La Mondiale        | 38     |

| Siguientes en la clasificación (11-44) | Siguientes en la clasificación (11-44) | Siguientes en la clasificación (11-44) | Siguientes en la clasificación (11-44) |
| -------------------------------------- | -------------------------------------- | -------------------------------------- | -------------------------------------- |
| P.                                     | Corredor                               | Equipo                                 | Puntos                                 |
| 11                                     | Samuel Sánchez                         | Euskaltel Euskadi                      | 37                                     |
| 12                                     | Giovanni Visconti                      | Movistar                               | 36                                     |
| 13                                     | Tanel Kangert                          | Astana                                 | 30                                     |
| 14                                     | Ramūnas Navardauskas                   | Garmin-Sharp                           | 26                                     |
| 15                                     | Yury Trofimov                          | Katusha                                | 22                                     |
| 16                                     | Elia Viviani                           | Cannondale                             | 21                                     |
| 17                                     | Maxim Belkov                           | Katusha                                | 16                                     |
| 17                                     | John Degenkolb                         | Argos-Shimano                          | 16                                     |
| 17                                     | Alex Dowsett                           | Movistar                               | 16                                     |
| 17                                     | Adam Hansen                            | Lotto Belisol                          | 16                                     |
| 17                                     | Luca Paolini                           | Katusha                                | 16                                     |
| 22                                     | Nacer Bouhanni                         | FDJ                                    | 14                                     |
| 22                                     | Robert Kiserlovski                     | RadioShack                             | 14                                     |
| 22                                     | Giacomo Nizzolo                        | RadioShack                             | 14                                     |
| 25                                     | Luka Mezgec                            | Argos-Shimano                          | 13                                     |
| 26                                     | Sergio Henao                           | Sky                                    | 12                                     |
| 27                                     | Damiano Caruso                         | Cannondale                             | 9                                      |
| 28                                     | Wilco Kelderman                        | Blanco                                 | 8                                      |
| 28                                     | Daniel Oss                             | BMC Racing                             | 8                                      |
| 28                                     | Ángel Vicioso                          | Katusha                                | 8                                      |
| 28                                     | Bradley Wiggins                        | Sky                                    | 8                                      |
| 32                                     | Matthew Goss                           | Orica-GreenEDGE                        | 5                                      |
| 32                                     | Paul Martens                           | Blanco                                 | 5                                      |
| 34                                     | Ryder Hesjedal                         | Garmin-Sharp                           | 4                                      |
| 35                                     | Brett Lancaster                        | Orica-GreenEDGE                        | 3                                      |
| 36                                     | Tobias Ludvigsson                      | Argos-Shimano                          | 2                                      |
| 36                                     | Francis Mourey                         | FDJ                                    | 2                                      |
| 36                                     | Filippo Pozzato                        | Lampre-Merida                          | 2                                      |
| 36                                     | Salvatore Puccio                       | Sky                                    | 2                                      |
| 40                                     | Fabio Aru                              | Astana                                 | 1                                      |
| 40                                     | Stef Clement                           | Blanco                                 | 1                                      |
| 40                                     | Danilo Hondo                           | RadioShack-Leopard                     | 1                                      |
| 40                                     | Arnold Jeannesson                      | FDJ                                    | 1                                      |
| 40                                     | Matteo Trentin                         | Omega Pharma-Quick Step                | 1                                      |